# Heracles in het seizoen 1971/72
Het seizoen 1971/1972 was het 18e jaar in het bestaan van de Almelose voetbalclub Heracles. De club kwam uit in de Nederlandse Eerste divisie en eindigde daarin op de 14e plaats. Tevens deed de club mee aan het toernooi om de KNVB beker, hierin werd in de eerste ronde verloren van Go Ahead (1–4).

## Wedstrijdstatistieken

### Eerste divisie
|       | AZ '67 | Blauw-Wit | SC Cambuur | D.F.C. | Eindhoven | Fortuna Vlaardingen | Fortuna SC | De Graafschap | Haarlem | Heerenveen | Helmond Sport | HVC   | PEC Zwolle | Roda JC | SVV   | Veendam | De Volewijckers | FC VVV | Wageningen | Willem II |
| ----- | ------ | --------- | ---------- | ------ | --------- | ------------------- | ---------- | ------------- | ------- | ---------- | ------------- | ----- | ---------- | ------- | ----- | ------- | --------------- | ------ | ---------- | --------- |
| Thuis | 2 – 3  | 1 – 0     | 0 – 1      | 2 – 0  | 1 – 0     | 2 – 0               | 0 – 0      | 0 – 1         | 0 – 1   | 1 – 1      | 1 – 0         | 2 – 0 | 1 – 2      | 5 – 0   | 2 – 0 | 3 – 1   | 1 – 1           | 3 – 0  | 1 – 2      | 1 – 2     |
| Uit   | 4 – 0  | 2 – 1     | 0 – 1      | 1 – 0  | 1 – 0     | 0 – 1               | 3 – 1      | 1 – 1         | 1 – 1   | 0 – 0      | 2 – 1         | 2 – 1 | 2 – 2      | 2 – 1   | 1 – 0 | 0 – 3   | 2 – 2           | 1 – 1  | 2 – 0      | 3 – 0     |

### KNVB beker
| 1e ronde                                   | Heracles          | 1 – 4 (0 – 2) | Go Ahead                                                 |
| 9 januari 1972 Plaats: Almelo Bornsestraat | Hans Roordink 60' |               | 9', 62' Gerrie de Winkel 35' Ruud Geels 86' Bart Kolkman |

## Statistieken Heracles 1971/1972

### Eindstand Heracles in de Nederlandse Eerste divisie 1971 / 1972
| Stand | Gespeeld | Gewonnen | Gelijk | Verloren | Punten | Doelpunten voor | Doelpunten tegen |
| ----- | -------- | -------- | ------ | -------- | ------ | --------------- | ---------------- |
| 14e   | 40       | 13       | 9      | 18       | 35     | 46              | 45               |

### Topscorers
| #                 | Naam              | Goal |
| ----------------- | ----------------- | ---- |
| 1.                | Joop Leidekker    | 16   |
| 2.                | Jan Veneberg      | 6    |
| 3.                | André Hulshorst   | 5    |
| 4.                | Jan Bronkers      | 4    |
| 4.                | Hans Roordink     | 4    |
| 6.                | Werner Korndörfer | 2    |
| 6.                | Herman Tiesselink | 2    |
| 8.                | Roy Dannarag      | 1    |
| 8.                | Harry Feijer      | 1    |
| 8.                | Warry Grobben     | 1    |
| 8.                | Leo ter Heijne    | 1    |
| 8.                | Cor Lammerts      | 1    |
| 8.                | Adrie Steenbergen | 1    |
| Onbekend doelpunt |                   |      |
| –                 | Onbekend          | 1    |
| Totaal            | Totaal            | 46   |

| #      | Naam          | Goal |
| ------ | ------------- | ---- |
| 1.     | Hans Roordink | 1    |
| Totaal | Totaal        | 1    |